# Icatu
Icatu é um município do estado do Maranhão, no Brasil. Localiza-se na microrregião de Rosário, na mesorregião do Norte Maranhense. Sua população estimada em 2022 era de 24.794 habitantes. Tem uma superfície de 1 547km². Foi criado em 1614.

## História
A praia de Santa Maria, no município de Icatu, foi onde ocorreu a célebre Batalha de Guaxenduba, na qual portugueses e franceses utaram pelo domínio do território maranhense. Os franceses tinham uma tropa composta de 400 homens fardados e 3.000 tupinambás e os portugueses tinham apenas 180 homens fardados e 200 indígenas tapuias. No entanto, mesmo com um pequeno exército, os portugueses saíram vitoriosos, tendo os lusitanos o crédito da vitória a Virgem Maria, o que gerou uma das lendas mais difundidas no território maranhense.
Após a batalha de 19 de novembro de 1614, foi assinado o tratado de tréguas entre os franceses e portugueses em 28 de novembro de 1614 e como, não foi cumprido, resultou na expulsão dos franceses. Em ação de graças pela vitória, os portugueses realizaram uma solene procissão num lugar denominado Águas Boas (Icatu na língua tupi) e construíram uma igreja em homenagem a Nossa Senhora da Ajuda.
Não há registros do modo de ocupação de Icatu, sendo as principais informações sobre o município oriundas de eventos históricos. O início da ocupação se deu num local denominado de Águas Boas, que deu origem a um arraial que não se localiza na atual cidade de Icatu.
Em 14 de março de 1633, foi criada a Capitania Subsidiária de Icatu, por Carta Régia. Em 1688, o Arraial de Santa Maria de Guaxenduba, fundado por Jerônimo de Albuquerque Maranhão, foi elevado a vila com o nome de Vila de Santa Maria de Icatu, a terceira mais antiga do estado, após São Luís e Alcântara.
Em 1698, um grave conflito com os indígenas cahicahises, que sofriam com a escravidão e o rapto, provocou a devastação da vila e dos engenhos, deixando 90 pessoas mortas em um deles.
Em 1702, houve a chegada de 28 famílias de colonos açorianos e os primeiros escravizados africanos, para a reconstrução da vila.
Em 30 de julho de 1755, a Câmara de Santa Maria de Icatu solicitou ao rei de Portugal para que a vila fosse transferida para outro lugar vizinho ao mar, em razão da sua decadência, tendo o rei respondido ao governador do Maranhão em 28 de abril de 1756, atendendo ao pedido. Da antiga vila, restaram os vestígios de um pequeno forte, cujo terreno serve atualmente como cemitério. A nova vila de Icatu ficou situada à margem direita do rio Munim.
Em 1805, o bispo D. Luiz de Brito Homem desmembrou a freguesia de Icatu na parte sul, dando origem à freguesia em Vargem Grande.
A vila de Icatu foi atingida pela Balaiada durante o Império.
A lei estadual n° 1.139/1924 elevou Icatu a cidade.
Do município de Icatu, foram desmembrados Humberto de Campos (1859), Morros (1898) e Axixá (1935).

## Geografia

### Relevo
O seu relevo é o característico da planície flúvio-marinha da região do Golfão Maranhense, modelados pela intensa atividade eólica, marinha e flúvio-marinha, com a presença de falésias, pontais rochosos, praias de areia quartzosas, dunas e paleodunas, planícies de marés. A altitude da sede do município encontra-se a 12 metros acima do nível do mar.

### Clima
O clima do município é o tropical úmido, com precipitações anuais que variam de 1.600 a 2.400 mm ao longo dos meses de janeiro a junho e estiagem de julho a dezembro. A temperatura média anual de 27°C, sendo o período mais quente de outubro a novembro.

### Vegetação
A vegetação compreende mangues, campos palustres pastejados e florestas abertas.
Icatu está inserido na Área de Proteção Ambiental de Upaon-Açu-Miritiba-Alto Preguiças.

### Hidrografia
O município está inserido na bacia hidrográfica do rio Munim, com a foz do rio se localizando em Icatu, na baía de São José.
Entre os rios do municípios estão: Grande, Beira, Meio, Axuí, Mararucaia, Anajatuba e Itatuaba; os igarapés: da Palmeira, do Cabral, Taperi, da Ribeira, do Retiro, das Serras, Taperi, e Centro da Mata; e as lagoas Boca da Mata e do Cedro.
| Bioma predominante [2024              | Amazônia |
| Área urbanizada [2019]                | 6,08 km² |
| Esgotamento sanitário adequado [2010] | 4,8 %    |
| Arborização de vias públicas [2010]   | 10,1 %   |
| Urbanização de vias públicas [2010]   | 0,1 %    |

Fonte: IBGE

### Demografia
De acordo com o Censo Demográfico de 2010, 77% da população do município é católica romana, 15% evangélica, 7% não tem religião e 1% segue outras religiões.
Em 2022, 61,3% da população vivia na zona rural e 38,7% na zona urbana.
Em 2022, 76,8% da população era parda, 15,7% era preta e 7,4% era branca.
| População no último censo [2022] | 24.794 pessoas                          |
| População estimada [2024]        | 25.332 pessoas                          |
| Densidade demográfica [2022]     | 22,05 habitante por quilômetro quadrado |

Fonte: IBGE

## Economia
O PIB do município em 2021 era de R$ 178.927.561 (113º maior do estado), sendo dividido entre Administração, defesa, educação e saúde públicas e seguridade social (65,55%), Demais Serviços (21,83%), Indústria (2,99%) e Agricultura (9,64%).
Na agricultura, tem destaque a produção de coco (6ª maior do estado), além de também produzir mandioca, arroz, feijão, milho, dentre outras.
| PIB per capita [2021]                                                                           | 6.526,37 R$       |
| Índice de Desenvolvimento Humano Municipal (IDHM) [2010]                                        | 0,546             |
| Total de receitas brutas realizadas [2023]                                                      | 110.158.551,75 R$ |
| Transferências correntes (Percentual em relação às receitas correntes brutas realizadas) [2023] | 96,01 %           |
| Total de despesas brutas empenhadas [2023]                                                      | 106.154.950,90 R$ |

Fonte: IBGE
| Salário médio mensal dos trabalhadores formais [2022]                                             | 1,9 salários mínimos |
| Pessoal ocupado [2022]                                                                            | 2.006 pessoas        |
| População ocupada [2022]                                                                          | 8,09 %               |
| Percentual da população com rendimento nominal mensal per capita de até 1/2 salário mínimo [2010] | 59,1 %               |

Fonte: IBGE

## Infraestrutura

### Transportes
Icatu está ligado a Morros pela MA-309.

### Educação
Em 2012, Icatu tinha 100 escolas, das quais 3 eram escolas estaduais e uma era particular.
| Taxa de escolarização de 6 a 14 anos de idade [2010]             | 94,9 %           |
| IDEB – Anos iniciais do ensino fundamental (Rede pública) [2023] | 4,5              |
| IDEB – Anos finais do ensino fundamental (Rede pública) [2023]   | 4,0              |
| Matrículas no ensino fundamental [2023]                          | 4.032 matrículas |
| Matrículas no ensino médio [2023]                                | 1.030 matrículas |
| Docentes no ensino fundamental [2023]                            | 424 docentes     |
| Docentes no ensino médio [2023]                                  | 55 docentes      |
| Número de estabelecimentos de ensino fundamental [2023]          | 52 escolas       |
| Número de estabelecimentos de ensino médio [2023]                | 3 escolas        |

Fonte: IBGE

### Saúde
O Hospital Municipal de Icatu é o principal estabelecimento de saúde.
| Mortalidade Infantil [2022]              | 9,15 óbitos por mil nascidos vivos      |
| Internações por diarreia pelo SUS [2022] | 12,1 internações por 100 mil habitantes |
| Estabelecimentos de Saúde SUS [2009]     | 10 estabelecimentos                     |

Fonte: IBGE

## Turismo e cultura
Como atrações turísticas, tem destaque, na praia de Santa Maria, as ruínas do forte construído quando da batalha de Guaxenduba entre franceses e portugueses, além das praias, manguezais, rios, cachoeiras e lagoas como: Boca da Mata e Arraial.
Tem destaque os festejos de Nossa Senhora da Conceição, padroeira do município, de São Pedro, São João, Divino Espírito Santo, São Sebastião, Santa Maria e outros.
As principais manifestações folclóricas são o bumba-meu-boi sotaque de orquestra, tambor de crioula, tamassaê,, quadrilha, dança portuguesa e cacuriá.